# Норт-Окс (город, Миннесота)
Норт-Окс (англ. North Oaks) — город в округе Рамси, штат Миннесота, США. На площади 22,4 км² (18,9 км² — суша, 3,5 км² — вода), согласно переписи 2006 года, проживают 4557 человек. Плотность населения составляет 205 чел./км².
- Телефонный код города — 651
- Почтовый индекс — 55126, 55127
- FIPS-код города — 27-47104[1]
- GNIS-идентификатор — 0648674[2]